# مؤمن أبو العينين
مؤمن أبو العينين لاعب كرة سلة مصري ، ويلعب حاليًا للنادي الأهلي ومنتخب مصر.

## وصلات خارجية
- مؤمن أبو العينين على موقع الاتحاد الدولي لكرة السلة (الإنجليزية)
- مؤمن أبو العينين على موقع كرة السلة الأوروبية.كوم (الإنجليزية)
- مؤمن أبو العينين على موقع ريلجم (الإنجليزية)
- مؤمن أبو العينين على موقع بروبوليرز (الإنجليزية)
- مؤمن أبو العينين على موقع سبورتس رفرنس (الإنجليزية)